# Salix magnifica
Espèce
Classification APG III (2009)
Statut de conservation UICN

 VU IUCN2.3 : Vulnérable
Salix magnifica est une espèce de plantes à fleurs de la famille des Salicaceae. C'est un saule endémique au Sichuan au sud-ouest de la Chine.

## Description
Le Saule magnifique est un arbuste (ou un petit arbre), atteignant 6 m de haut, avec des feuilles alternes caduques, de 10 à 25 cm de long et 7 à 12 cm de large, entièrement marginées. Elles sont vertes en partie supérieure et glauques au-dessous, avec des nervures et un pétiole rouges. Les chatons apparaissent après les feuilles, en fin de printemps. Comme tous les saules, c'est une espèce dioïque. Chatons mâles et femelles mesurent 10 cm de long à l'époque de la pollinisation, parvenant à 25 cm de long au moment de la maturité des graines,.
Trois variétés botaniques sont répertoriées :
- S. m. var. magnifica
- S. m. var. apatela (C.K.Schneider) K.S.Hao
- S. m. var. ulotricha (C.K.Schneider) N.Chao

Salix magnifica est un arbre qui pousse à haute altitude, de 2 100 à 3 000 m. C'est une espèce menacée par la raréfaction de son habitat,.
Salix magnifica est cultivé en Europe de l'Ouest, comme variété ornementale pour ses feuilles qui sont les plus grandes de tous les saules.